# Свет Песме леда и ватре
Фиктивни свет у који је смештен серијал романа Песма леда и ватре Џорџа Р. Р. Мартина подељен је на више континената, колективно познатих као „Познати свет”.
Већи део приче дешава се на континенту Вестерос, у великом политичком ентитету познатом као Седам краљевстава. Ова краљевства се распростиру преко девет региона: Север, Гвоздена острва, Речне земље, Дол, Западне земље, Олујне земље, Хват, Крунске земље и Дорна. Огроман зид начињен ледом и древном магијом одваја Седам краљевстава од углавном непознатих предела на северу. Источно од Вестероса, преко Узаног мора, налази се огроман континент Есос. Најближе стране нације Вестеросу су Слободни градови, група девет независних градова-држава који се простиру дуж западне обале Есоса. Земље дуж јужне обале Есоса називају се Земље Летњег мора и укључују Залив трговаца робовима и рушевине Валирије, која је некада била дом предака куће Таргарјена. Јужно од Есоса налазе се континенти Соториос и Алтос, који су углавном неистражени.
Овај свет има нестабилна годишња доба непредвидивог трајања, која могу трајати много година. На почетку Песме леда и ватре, Вестерос ужива у лету које траје већ читаву деценију, а многи страхују да ће уследити још дужа и суровија зима.
Џорџ Р. Р. Мартин је сместио причу Песме леда и ватре у алтернативни свет у односу на Земљу, такозвани „секундарни свет”. Мартин је такође сугерисао да би његов свет могао бити већи од планете Земље. Прича Песме леда и ватре смештена је у пост-магијски свет, где људи више не верују у натприродне појаве попут Туђина. Иако ликови разумеју природне аспекте свог света, не познају или не разумеју његове магијске елементе. Религија, међутим, игра значајну улогу у животима људи, а различити ликови практикују различите религије.

## Вестерос
Већи део приче је смештен на континенту који се зове Вестерос, а који је отприлике величине Јужне Америке. Континент је дом Седам краљевстава, познатих и као „Краљевство” или „Краљевство залазећег сунца”, смештених јужно од Зида, огромног зида направљеног од леда (наводно, заједно са магијом) висине 700 стопа и који се простире од истока до запада у дужини од 300 миља, од обале до обале. Седам краљевстава даље се деле на такозвани „Север” и „Југ” преко мочварне превлаке познате као Врат. Земља северно од Зида чини велики део Вестероса (отприлике величине Канаде), али је углавном неистражена, посебно ледени региони северно и западно од великог планинског ланца по имену Леденканџе, који означава најдаљу географску границу људских насеља. Северна граница континента је стога непозната, мада се сматра да је повезана са поларном ледном капом северно од Дрхтавог мора, познатом као Бела пустош.
На почетку романа, већина Вестероса је уједињена под влашћу једног краља, који влада са „Гвозденог престола” у престоници Краљевој Луци. Краљ има велики број мањих директних вазала у области познатој као Крунске земље, које се простиру око Краљеве Луке; док сваки од других региона функционално контролише друга велика племићка кућа, која има значајну моћ на својим територијама, све оне су заклете на верност Гвозденом престолу. Мартин је овде црпео инспирацију из историје средњовековне Европе, посебно из Стогодишњег рата, Крсташких ратова, Катарског крсташког рата и Ратова ружа.
Први становници континента била су Деца шуме, антропоидни народ налик ономе из каменог доба, који је урезивао ликове својих богова у чувардрва и био посвећен природи. Неко време касније, људи налик онима из бронзаног доба, познати као Први људи, мигрирали су из Есоса преко копненог моста на југоисточном крају континента и постепено се настанили по целом Вестеросу. Покушаји Првих људи да посеку шуме и обраде земљу довели су до миленијумског рата са Децом шуме, који је коначно окончан мировним споразумом. Ово је обележило почетак Доба јунака, током којег су Први људи прихватили религију Деце шуме. Ти богови су касније у Вестеросу постали познати као Стари богови.
Осам хиљада година пре догађаја у романима, мистериозна арктичка хуманоидна раса позната као Туђини појавила се из Земље вечите зиме, најсевернијег дела Вестероса, током више деценија дуге зиме познате као „Дугачка ноћ”. Деца шуме и Први људи удружили су се да одбију Туђине, а затим изградили Зид који је спречавао пролаз са далеког севера. Подручје северно од Зида од тада је заједнички познато као земља „С оне стране Зида”, насељено племенским потомцима Првих људи познатим као дивљани или слободан народ.
Неко време касније, људи из Есоса, налик онима из гвозденог доба, познати као Андали извршили су инвазију на Вестерос, доносећи са собом Веру Седморо. Једно по једно, краљевства Првих људи јужно од Врата пала су под власт Андала, а само је Север остао неосвојен. Деца шуме су убијена и нестала из андалских земаља. Временом, седам релативно стабилних феудалних краљевстава настало је широм Вестероса, иако су њихове територије варирале наредних неколико хиљада година кроз сталне ратове, и ниједно краљевство није дуго доминирало:
- Краљевство Север, којим је управљала кућа Старк из Зимоврела,
- Краљевство Острва и Река, којим је управљала кућа Хор из Харендвора,
- Краљевство Планина и Дола, којим је управљала кућа Ерин из Гнезда соколовог,
- Краљевство Стене, којим је управљала кућа Ланистер из Ливачке стене,
- Олујно краљевство, којим је управљала кућа Дурандон из Крајолуја,
- Краљевство Хват, којим је управљала кућа Гарденер из Високог сада,
- Краљевство Дорна, којим је управљала кућа Мартел из Сунчевог копља.[S 1]

Триста година пре почетка романа, таргарјенски змајски господар Егон Освајач и његове две сестре-супруге, Висенија и Ренис, чији су преци мигрирали из Валирије на Змајкамен век раније, извршили су инвазију на копно Вестероса и искрцали своју војску на ушћу реке Црнобујице. Њих троје су подигли привремени бастион назван „Егонова утврда”, који је касније израстао у огромну престоницу познату као Краљева Лука. Уз помоћ своја три моћна змаја, таргарјенске армије покориле су шест од Седам краљевстава кроз освајања или споразуме, уништивши три од седам владајућих кућа које су одбиле да им се потчине. Кућу Дурандон заменили су кућом Баратеон, кућу Гарденер кућом Тирел, а кућу Хор кућама Тули (у Речним земљама) и Грејџој (на Гвозденим острвима). Само је Дорна остала независна готово још двеста година захваљујући асиметричном герилском отпору, све док коначно није била апсорбована под власт Гвозденог престола кроз брачни савез који је склопио краљ Дерон II 187. године после освајања. Таргарјени су израдили Гвоздени престо, искован змајском ватром од мачева њихових поражених непријатеља. Такође су анектирали подручја Речних и Олујних земаља око Залива Црнобујице, сада познате као Крунске земље. Кућа Таргарјен остала је владајућа кућа Седам краљевстава скоро три века, све док их није свргнула побуна коју је предводио Роберт Баратеон 283. године после освајања, који је тада постао први краљ Седам краљевстава који није потицао из Куће Таргарјен.
Мартин је име Вестерос преузео из шкотског региона Вестер Рос.
Јужна половина Вестероса заснована је на обрнутој мапи Ирске.

### Север
Север обухвата северну половину Седам краљевстава и њиме влада кућа Старк из Зимоврела. Север је ретко насељен, али је скоро велик као осталих шест краљевстава заједно. Мартин је упоредио Север са Шкотском. Клима је генерално хладна, са суровим зимама и снеговима који су чести без обзира на годишње доба. С оне стране Зида, на крајњем северу, клима је поларна са знатним снежним падавинама, док је јужније блажа и више кишовита. Северну границу региона чини Дар, земљани појас широк 50 лига који је дат на управљање Ноћној стражи. Међутим, због напада дивљана, то подручје је препуно напуштених села и фарми.
Земљоуз познат као Врат раздваја Север од Југа. Њиме доминирају мочваре и он је дом ситним људима који куће и дворе зидају на пловећим острвима, којима управља кућа Рид из Сивоточке мотриље, одани вазали куће Старк. Тешко проходан влажни терен Врата насељен је грабљивим гуштер-лавовима, што ограничава једини сигуран пролаз на насип којим управља готово неосвојива тврђава Кејлинов шанац, која је хиљадама година штитила Север од копнене инвазије са југа. Град Бела Сидришта, смештен на ушћу реке Бели нож, напредна је лука и пети по величини град у Седам краљевстава.
Ванбрачна деца племића на Северу која су призната од стране тог родитеља добијају презиме Снежни/Снежна.

#### Зимоврел
Зимоврел је предачки замак куће Старк и политичка престоница Севера. Смештен у географском центру Севера, има хладну, субарктичку климу са снежним зимама и свежим летима. Замак је изграђен изнад природног топлог извора, чија врела вода пролази кроз зидове замка и загрева његове дворане и собе, као и стаклену башту у његовом северозападном углу. У богошуми се налази неколико отворених базена где се скупља загрејана вода. Топли извор такође спречава земљу да се заледи. Замак има дубоке катакомбе познате као „крипта”, где су тела преминулих Старкова сахрањена иза статуа по њиховим ликовима, са језовуком (симболом Старкових) крај њихових ногу и мачевима у рукама. Гробнице су коришћене још времена од старих краљева Севера, познатих као Краљеви зиме, који су владали пре доласка Андала.
Да би приказали Зимоврел, пилот епизода и прва сезона телевизијске адаптације користили су сахат-кулу из 16. века и древно двориште замка Вард у округу Даун, у Северној Ирској. Замак Дун у Стерлингу, у Шкотској, који је раније коришћен као замак Антракс у филму Монти Пајтон и Свети грал, такође је коришћен за сцене екстеријера Зимоврела. Околина села Сентфилд глумила је богошуму Зимоврела, затворено шумовито подручје где ликови могу обожавати Старе богове крај дрвећа са лицима уклесаним у кори. Аутомобилски паркинг је послужио као двориште Зимоврела, а вински подрум је коришћен за крипту породице Старк. Шума Толимор је била истакнута у прологу пилот епизоде и у кључној сцени где Старкови први пут проналазе језовукове. Село Кернкасл је било место где Нед Старк одрубљује главу дезертеру Вилу. Унутрашњост Зимоврела, попут куле, велике дворане и Кејтлинине спаваће собе, снимана је у студију . Сценографкиња Џема Џексон је изјавила: „Зимоврел је заснован на шкотским замковима.”

#### Зид
Зид је огромна структура начињена од камена, леда и магије на северној граници Седам краљевстава. Он је дом Ноћне страже, братства заклетог да штити краљевства људи од претњи које долазе са друге стране Зида.
Зид је био инспирисан Мартиновом посетом Хадријановом зиду на северу Енглеске, близу границе са Шкотском. Гледајући преко брда, Мартин се питао шта би осећао римски центурион са Медитерана, не знајући које претње могу доћи са севера. Ово искуство било је толико снажно да је деценију касније, 1991. године, пожелео да „напише причу о људима који чувају крај света”, и на крају „стварима које долазе из [измишљеног] севера, које су знатно страшније од Шкота или Пикта”.
Мартин је прилагодио величину, дужину и магијску природу Зида захтевима жанра; поглавља Џона Снежног описују га као структуру дугачку око 300 миља (480 km) и високу 700 стопа (210 m) у просеку, са неким деловима који достижу и 900 стопа (270 m) захваљујући огромним темељним блоковима. Врх је довољно широк да дванаест коњаника може јахати један поред другог (отприлике 30 стопа или 10 m), док је основа толико дебела да су капије у Зиду више налик тунелима кроз лед.
Легенде у романима тврде да су Први људи, или прецизније Брендон Зидар уз могућу помоћ Деце шуме и дивова, изградили зид око 8.000 година пре догађаја из серијала. Зид је од тада одржавала Ноћна стража како би штитила краљевства људи од претњи са друге стране, првобитно од Туђина, а касније и од упада дивљана.
Појас земље познат као „Дар”, који се сада протеже 50 лига (око 150 миља или 240 km) јужно од Зида, поклоњен им пре више хиљада година за култивацију. У роману Игра престола, од деветнаест замака изграђених дуж зида, само три су још настањена: Црни замак са 600 људи, као и Кула сенка и Источна моробдија са по 200 људи. Делови Црног замка су у рушевинама.
Сцене са Црним замком и Зидом у ТВ серији снимане су у напуштеном каменолому Магераморн близу Белфаста, док су сцене на врху Зида снимане у студију . Композитни сет (који је укључивао и ентеријере и екстеријере) састојао се од великог дела Црног замка, укључујући двориште, гавраниште, трпезарију и бараке, и користио је камени зид каменолома као основу за ледени зид који штити Вестерос од опасности које обитавају са друге стране. Такође су направили функционалан лифт за подизање извиђача на врх Зида. Замак са собама и функционалним лифтом изграђен је близу литице високе 400 стопа (120 m). „Функционални грађевински лифтови пронађени су на оближњем радилишту и подижу се до 18 стопа; CGI допуњава остатак да би Зид изгледао као да је висок 700 стопа.” Подручје око лифта је офарбано у бело како би изгледало као лед. Мартин је био изненађен висином и помислио: „Ох, можда сам направио Зид превеликим!” Такође је приметио: „То је прилично спектакуларно, али мизерно место. Влажно је и кишовито, а блато је густо... заиста доводи глумце у расположење као да се налазе на крају света у свој тој хладноћи и влаги.”

#### С оне стране Зида
Судар краљева води причу у земље северно од Зида, иако првих пет књига не истражује „шта се заиста налази на далеком северу... али ћемо то сазнати у последње две књиге”. ТВ адаптација је користила Исланд као локацију за снимање земаља с оне стране Зида. Мартин, који никада није био на Исланду, рекао је да је земља северно од Зида „знатно већа од Исланда и да је подручје најближе мом Зиду густо пошумљено, па је у том смислу више попут Канаде – као Залив Хадсон или канадске шуме северно од Мичигена. А онда, како се иде све даље на север, оно се мења. Прелазите у тундру и ледена поља, и полако постаје арктичко окружење. Са једне стране имате равнице, а са друге веома висок планински ланац. Наравно, ово је ипак фантазија, тако да су моје планине више попут Хималаја.” За телевизијску серију, Мартин је изјавио да земље иза Зида заузимају велики део Вестероса, приближно величине Канаде. Долина Тен је једна од локација иза Зида, а северно од ње су Земље вечите зиме, одакле долазе Туђини.
Током прве сезоне, HBO тим је користио места која су могли да украсе вештачким снегом за подручје северно од Зида, али је за другу сезону изабран шири пејзаж. „Главно снимање за ове сцене, које обухватају и Леденеканџе и Песницу Првих људи, обављено је на леднику Свинафелсјекул у Скфтафедлу на Исланду, а затим је снимано у близини Смирлабјерга и Вик и Мирдала на Хефдабрекухеидију. Дејвид Бениоф је рекао: „Увек смо знали да желимо нешто потресно лепо и пусто и сурово за овај део Џоновог путовања, јер је сада на правом Северу. Све је стварно. Све је на камери. Не радимо ништа у постпродукцији да бисмо додали планине или снег или било шта друго.”

### Гвоздена острва
Гвоздена острва су група од седам острва западно од Вестероса – Хрид, Велики Вик, Стари Вик, Харлоу, Сланостена, Црноплима и Оркмонт – у Заливу гвозденрођених на западној обали континента. Њима влада кућа Грејџој са Хриди, а острва су описана као гола и неплодна, са локалном климом која је „ветровита, хладна и влажна”. Чланове ове нације морепловаца остатак Вестероса назива гвозденљудима, док они себе зову гвозденрођенима. Ванбрачна деца рођена на Гвозденим острвима добијају презиме Хридни/Хридна.
Због жестоких пљачки, гвозденрођени носе надимак „терор мора”. Обожавају Утопљеног бога, који их је „створио да пљачкају и силују, да освајају краљевства и записују своја имена у ватри и крви и песми”. Апендикс у књизи Игра престола резимира да су гвозденрођени некада владали Речним земљама и великим делом западне обале Вестероса. Када је Егон Освајач угасио линију Харена Црног, изабрао је кућу Грејџој као нове владаре Гвоздених острва.

#### Хрид
Хрид је седиште куће Грејџој. Море је однело велики део стене на којој је Хрид првобитно стајао, тако да се замак сада углавном састоји од главне куле на главном острву и мањих кула постављених на стенама окруженим морем. У телевизијској адаптацији, сцене луке на Хриди снимане су у луци Балинтој, у северноирском округу Антрим.

#### Стари Вик
Стари Вик је најмање и најсветије Гвоздено острво. На њему се одржавају закраљења, а овде је и Сиви краљ убио Нагу, морског змаја, и направио двор од његових костију.

### Речне земље
Речне земље су добро насељене и плодне области које окружују притоке реке Трозубац у Вестеросу. Иако чине један од девет региона Вестероса, централна локација и географске карактеристике Речних земаља учиниле су овај регион зоном међукраљевских битака који је често мењао господаре, уместо да постане сопствено „осмо” краљевство Седам краљевстава. Смештене између Западних земаља, Крунских земаља, Дола и Севера, и без природних брана које имају други региони, Речне земље су често биле поприште ратова. Први владар који је ујединио Речне земље био је Бенедикт Џастмен, али је династија Џастмен изумрла три века касније. Дурандони су освојили Речне земље, али су изгубили власт над њима од Харвина „Тврдоруког” Хора, краља Гвоздених острва. У време Егоновог освајања, Речним земљама је владао Харвинов унук, Харен Црни, краљ Гвоздених острва, а Тулијеви су били локални племићи који су се побунили против њега придруживши се Егону Освајачу.
Ванбрачна деца племића рођена у Речним земљама добијају презиме Речни/Речна.

#### Харендвор
Харендвор је огроман разрушени замак и место многих важних догађаја у романима. Харендвор је саградио Харен Црни, након освајања Речних земаља, с намером да то буде највећа утврда икад саграђена у Вестеросу. Замак је описан као толико велики да је за његово чување потребна цела војска. Велика дворана замка имала је 35 огњишта и могла је да прими хиљаде људи. Непосредно након што је замак завршен, змај Егона Освајача је спалио Харена, његове синове и целу његову војску, као и сам замак.
Од тада, рушевине замка су биле у поседу различитих кућа, од којих су све временом изумрле. Због тога људи у Вестеросу верују да је замак проклет. Логистички и економски проблеми одржавања и обезбеђивања тако огромног замка учинили су га великом финансијском потешкоћом. На почетку Рата пет краљева, замак је у рушевинама, са само делом који је настањив, а држи га леди Шела Вент, последња из своје куће, коју Ланистери побеђују и заузимају Харендвор. Замак често мења власнике током романа, а многи који га држе доживљавају несрећан крај.

#### Брзоречје
Брзоречје је замак и седиште куће Тули. Налази се уз једну од „притока” Трозупца и контролише приступ унутрашњости Вестероса. Замак је окружен са две стране рекама Стеноваља и Црвени крак. Трећа страна је окренута према масивном вештачком рову. Саградио га је сер Аксел Тули на земљи коју је добио од андалског краља Армистеда Венса.
Брзоречје је место велике победе Роба Старка над кућом Ланистер и место његовог крунисања. До краја романа Гозба за вране, Бринден Тули предаје замак Џејмију Ланистеру како би спречио даље крвопролиће. Замак тада прелази у руке Емона Фреја, савезника куће Ланистер.

#### Близанци
Близанци су велики двоструки замак који се протеже преко реке Зелени крак; две половине замка повезане су мостом који представља једини прелаз преко ове реке у опсегу од више стотина миља. Близанци су седиште куће Фреј, која се током шест векова обогатила наплаћивањем мостарине свима који прелазе мост. Пошто су Фрејеви и богати и бројни, њихова кућа је једна од најмоћнијих које су заклете на оданост кући Тули. Стратешки положај замка даје кући Фреј огроман значај у временима рата.

### Еринов Дол
Дол је подручје на истоку Вестероса окружено скоро у потпуности Месечевим планинама. Њиме управља кућа Ерин, једна од најстаријих андалских племићких породица и некадашњи краљеви Планине и Дола. Њихово седиште, Гнездо соколово, замак је који се налази високо у планинама, мали, али сматран неосвојивим. Једини начин да се стигне до Дола је планинским путем препуним животиња познатим као „црни рисови”, одронима и опасним планинским клановима. Планински пут се завршава на једином улазу у Дол, Крвавим дверима: паром близаначких осматрачница, повезаних прекривеним мостом, на стеновитим планинским обронцима изнад веома уске стазе. Заштита околних планина даје самом Долу умерену климу, плодне ливаде и шуме. Топљење снега са планина и стални водопад који никада не заледи, назван Алисине сузе, обезбеђују изобиље воде. Дол има богато црно земљиште, широке споро текуће реке и стотине малих језера. Ванбрачна деца рођена у Долу добијају презиме Камени/Камена.

#### Гнездо соколово
Гнездо соколово је засновано на немачком замку Нојшванштајн и представља седиште куће Ерин. Налази се на обронку Џиновог копља, чувано Месечевом капијом и три мала замка, и може се достићи једино уским путем за мазге. Путници морају прећи Месечеву капију пре него што стигну до уске стазе уз планину. Степенице уз Џиново копље почињу одмах иза Месечеве капије. Последњи део успона до Гнезда соколовог представља комбинацију димњака и камених лествица, које воде до улаза у подрум замка.
Гнездо соколово је најмањи од великих замкова у причи и састоји се од седам танких кула скупљених заједно. Нема штале, штенаре, нити ковачнице, али његове куле могу да приме 500 људи, а житница може да издржи мало домаћинство годину дана или дуже. Гнездо соколово не држи стоку; сви млечни производи, месо, воће, поврће и остале потрепштине морају се довозити из Дола. Подруми замка имају шест великих витлова са дугим гвозденим ланцима за подизање залиха, а понекад и посетилаца из Дола; за њихово подизање и спуштање користе се волови. Зиме могу отежати снабдевање тврђаве. Тамнице Гнезда соколовог, познате као „небеске ћелије”, отворене су са једне стране према небу и имају нагнуте подове који доводе затворенике у опасност од клизања или пада са ивице. Погубљења у Гнезду соколовом се извршавају кроз Месечева врата, која се отварају из високе дворане на падину од шест стотина стопа.
Гнездо соколово је држао лорд Џон Ерин, који је био старатељ Неда Старка и Роберта Баратеона пре Робертове побуне (познате и као Рат узурпатора). После рата, лорд Ерин је служио као десница краља Роберта I Баратеона. Након што је лорд Ерин убијен, његова супруга, леди Лиза Ерин, побегла је са својим болешљивим сином Робертом у Гнездо соколово. Лиза је одбила да пружи подршку било коме од претендената на Гвоздени престо током Рата пет краљева, али на крају се претвара да разматра могући савез са кућом Ланистер након што лорд Петир Белиш пристане да је ожени. Касније Белиш убија Лизу након што је покушала да убије своју нећаку Сансу Старк. До краја Гозбе за вране, Белиш влада у Гнезду соколовом као лорд заштитник и намесник болешљивог, епилептичног лорда Роберта Ерина и планира да Сансу уда за Харолда Хардинга, који ће постати наследник Гнезда соколовог и Дола у случају Робертове смрти.
У почетном кадру Гнезда соколовог, као и за сцене са небеским ћелијама, тим за визуелне ефекте серије Игра престола користио је слике и текстуре грчких Метеора. Првобитно су разматрали планине Вулингјуан у Кини, али како су основне сцене пејзажа снимане у Северној Ирској, Метеори су се показала као боља опција. Сценографкиња Џема Џексон је рекла: „Многи мозаици у Гнезду соколовом засновани су на прелепој капели коју сам посетила у Риму.” Унутрашњост високе дворане снимана је у студију The Paint Hall, где је заузимала један од четири сета. Мартин је признао да се сет значајно разликовао од онога описаног у романима: „У књигама, просторија је дуга и правоугаона. Али сет је био квадратног облика, што су искористили да креирају округлу дворану, са степеницама које се криве нагоре ка престолу који се налазио високо изнад.”

### Западне земље
Западне земље су регион Вестероса који се налази западно од Речних земаља и северно од Хвата. Њима влада кућа Ланистер из Ливачке стене, некадашњи краљеви Стене. Људе из овог региона често називају „Западњацима”. Ланисград, који се налази близу Ливачке стене, главни је град региона и једна од великих лука и градова Вестероса. Западне земље су богате племенитим металима, углавном златом, што је извор њиховог богатства. Ванбрачна деца рођена у Западним земљама добијају презиме Брдски/Брдска.

#### Ливачка стена
Ливачка стена, седиште куће Ланистер, тврђава је исклесана у планини која се надвија над лучким градом Ланисградом и морем крај њега. Према популарној легенди, јунак познат као Лан Паметни преварио је кућу Кастерли да му препусте Стену и преотео је за себе. Стена је познат као најбогатији регион због обиља златних налазишта, а уједно је и један од најснажнијих замкова Седам краљевстава, будући да је изнутра потпуно издубљена планина виша чак и од Зида. Никада није освојена у бици, упркос нападима гвозденрођених и плановима Роба Старка током Рата пет краљева. Пре Рата пет краљева, држао ју је лорд Тивин Ланистер, али након његове смрти, краљица намесница Серсеи Ланистер именовала је једног од својих рођака за управника тврђаве.
Западно од Ливачке стене налази се приобални град Ланисград. Као прометна лука под управом Ланистера, Ланисград напредује као заштићен и богат град. Град је такође дом многим мањим члановима куће Ланистер и другим далеким рођацима са сличним презименима, попут Ланија.
Џорџ Р. Р. Мартин је на свом блогу навео да је Ливачка стена инспирисана Гибралтарском стеном.

### Хват
Хват је југозападни регион Вестероса који се протеже уз долину реке Вијугавице (највеће реке у Вестеросу). Ово је други највећи регион у Седам краљевстава по површини (иза Севера) и најплоднији и најнасељенији регион Вестероса. Богатство и моћ Хвата долазе од топле и сунчане климе, која омогућава обилне жетве и производњу вина познатих широм континента. Током ратова, пространство Хвата и обиље хране штите његове становнике од глади и болести. Регион се сматра домом витештва у Вестеросу и местом где се витешки редови највише поштују, а правила турнира су најстрожија и најбоље уређена. Најзначајнијеи град у Хвату је Стариград, најстарији и други по величини град и лука у Вестеросу. Стариград је дом Мештарске цитаделе и некадашња верска престоница Вере Седморо, смештен на ушћу реке Виномед.
Хват је током историје био познат као Зелено краљевство, којим је владао краљ из куће Гарденер у Високом саду. Током Егоновог освајања, последњи краљ Гарденер, Мерн IX, убијен је заједно са свим својим наследницима и рођацима на Ватреном пољу. Кућа Тирел, управитељи куће Гарденер, предала је Високи сад Егону и заузврат добила замак и позицију господара Хвата. Ванбрачна деца рођена у Хвату добијају презиме Цветни/Цветна.
Током владавине куће Баратеон на Гвозденом престолу, Хват је други најбогатији регион у Седам краљевстава, одмах иза рудом богатих Западних земаља. Током Рата пет краљева, у значајном политичком маневру током грађанског рата, кућа Тирел обезбеђује изгладнелом становништву Краљеве Луке стотине кола са храном, чиме осигурава позитивну слику о својој кући и савез са Гвозденим престолом и кућом Баратеон. Међутим, управо су Тирели били одговорни за ову глад, као део њиховог плана да помогну претенденту Ренлију Баратеону у борби за Гвоздени престо.

#### Стариград
Стариград је један од највећих градова у Вестеросу и убедљиво најстарији, изграђен од стране Првих људи пре Андалске инвазије. Преживео је инвазију прихватањем Андала уместо пружања отпора. Град се налази у југозападном делу Вестероса, на ушћу реке Виномед, на месту где се она улива у Шапутави залив и даље у Море залазећег сунца.
Стариград је најпознатији као седиште Цитаделе, дома реда мештара који служе као саветници, лекари и научници племенитих кућа у Седам краљевстава. Звездано обредиште у Стариграду било је седиште Вере Седморо све до изградње Великог обредишта Белоровог у Краљевој Луци. Владавина Егона Освајача рачуна се од његовог уласка у Стариград и признања за краља од стране првообредника.
Стариград је друга по важности лука у Седам краљевстава, одмах иза Краљеве Луке: трговачки бродови са Летњих острва, Слободних градова, источних градова и осталих делова Вестероса непрестано пристижу у његову луку. Сам град је описан као задивљујуће леп, са топлом климом. Многе реке и канали пресецају његове калдрмисане улице, а импресивне камене виле су уобичајен призор. Град је лишен беде која карактерише Краљеву Луку, која је преотела његов положај водећег града Вестероса.
Највећа структура у граду, а уједно и највиша у Вестеросу, је Висока кула, масивна грађевина који се протеже око 800 стопа (240 m) у висину, на чијем се врху налази огроман светионик видљив на много миље од обале. Стариградом влада кућа Хајтауер из Високе куле. Испрва и сами краљеви, касније су се заклели на верност Гарденерима из Високог сада, а након Освајања постали вазали Тирела. Хајтауери су познати по својој оданости и постојаности. Тренутни владар града је лорд Лејтон Хајтауер.
Стариград је остао по страни током Рата пет краљева, али касније у рату, гвозденрођени под краљем Јуроном Грејџојем покренули су велики напад дуж обале, освојивши острва Штитове и делове Сенице, пре него што су покушали да блокирају ушће Виномеда. Покушај напада на градску луку одбили су браниоци града. Стариград још увек остаје под претњом гвозденрођених.

### Олујне земље
Олујне земље су велики регион између Залива Црнобујице и Дорнског мора, на истоку Вестероса. Име је добио по суровим временским условима у приобалним подручјима. Овај регион је на истоку ограничен Узаним морем, као и великим полузатвореним заливом познатим као Бродоломни залив иза острва Опорје; на северу га од Краљеве Луке и Крунских земаља одваја велика Краљева шума; на западу га од Хвата дели извориште Модре реке; а на југу од Дорне раздвајају га простране Црвене планине. Југозападни делови Олујних земаља, познати као Дорнске крајине, чине гранично подручје на које су током историје права полагали Олујне земље, Хват и Дорна.
Пре Егоновог освајања, Олујним земљама владали су Олујни краљеви из куће Дурандон, коју је основао легендарни Дуран Богоборац. Када је Егон Освајач кренуо у освајање Вестероса, његов полубрат, копиле, Орис Баратеон убио је последњег Олујног краља у двобоју и оженио његову ћерку, чиме је засновао кућу Баратеон, која је од тада владала Олујним земљама. Ванбрачна деца високог рода рођена у Олујним земљама носе презиме Олујни/Олујна.

#### Крајолуј
Крајолуј је седиште куће Баратеон и, пре њих, наследно седиште олујних краљева, које датира више хиљада година у прошлост. Према легенди, први олујни краљ у доба Првих људи био је Дуран, који је оженио Еленеј, ћерку бога мора и богиње ветра. У бесу, њени родитељи су послали огромне олује да разруше његову тврђаву и убију његове госте и породицу, након чега је Дуран објавио рат боговима и подигао неколико замака изнад Бродоломног залива, сваки већи и моћнији од претходног. На крају, седми дворац је остао на месту и одолевао олујама. Неки верују да су Деца шуме учествовала у његовој изградњи, други наводе да је Брендон Старк, градитељ Зида, саветовао Дурана у вези са изградњом. Истина о томе остаје непозната.
Крајолуј никада није пао ни под опсадом ни под олујама. Његова спољна одбрана се састоји од огромног одбрамбеног зида, високог 100 стопа (30 m) и дебелог 40 стопа (12 m) на најтањој страни, односно скоро 80 стопа (24 m) са морске стране. Зид се састоји од два реда камена са унутрашњом језгром од песка и рушевина. Зид је глатко заобљен, а камење је тако добро постављено да ветар не може да продре. Са морске стране, постоји пад од 150 стопа (46 m) испод зида у море.
Тврђава се састоји од једне огромне куле са моћним бастионима. Иако никада није освојен у борби, Крајолуј је издржао неколико опсада и битака у недавној историји. Последњи олујни краљ, Аргилак Охоли, напустио је своје снажне одбрамбене линије да би се борио са таргарјенским командантом, Орисом Баратеоном, у отвореној бици током Егоновог освајања, и претрпео пораз. То је довело до тога да се Орис Баратеон ожени Аргилаковом ћерком и постане лорд Крајолуја.
Током Робертове буне, Крајолуј је било под опсадом током целе године од стране војске лорда Мејса Тирела, који је командовао копненим снагама, док је флота Пакстера Редвина са Сенице држала тврђаву одсеченом са мора. Станис Баратеон, који је командовао одбраном, одбио је да се преда, а његови људи су били приморани да једу пацове. Кријумчар по имену Давос је прошао кроз блокаду да допреми залихе у тврђаву и Станис му је узвратио тако што га је именовао за витеза и дао му земљиште, тако оснивајући кућу Сиворт. Међутим, Станис му је такође одсекао прсте на левој руци као казну за све његова претходна кријумчарења. После рата, Станис је био бесан када је брат Роберт, сада краљ, дао тврђаву њиховом млађем брату Ренлију и поставио Станиса за команданта Змајкамена.
Током Рата пет краљева, Крајолуј је подржао Ренлија када је покушао да узурпира Гвоздени престо, а нашао се под Станисовом опсадом. Када је капетан Кортни Пенроуз одбио да се преда чак и након Ренлијеве смрти, убијен је од стране Мелисандре, Станисове савезнице и свештенице, а тврђава се предала. Касније је тврђава била опседнута снажном војском под Мејсом Тирелом, али је он напустио опсаду после неколико недеља како би се вратио у Краљеву Луку након што је његову ћерку Маргери ухапсио првообредник.
На крају Плеса са змајевима, у Олујне земље пристиже војска коју предводи Џон Конингтон са младићем који тврди да је Егон Таргаријен, син Регара Таргарјена и Елије Мартел и законити наследник Гвозденог престола. Да би привукао подршку, Егон планира да освоји Крајолуј и подигне барјак куће Таргарјен изнад бастиона.
У ТВ серији, сцене у Олујним земљама су снимане у Лерибејну, у Северној Ирској. Сцена где Станисова црвена свештеница Мелисандра рађа створење у облику сенке снимљена је у Кошондун пећинама, такође у Северној Ирској.

### Крунске земље
Крунске земље су земље Вестероса које окружују Краљеву Луку, а којима директно влада краљ са Гвозденог престола. Таргарјенски краљеви су ове земље ујединили као један од девет региона Вестероса након Егоновог освајања, комбинујући ретко насељене делове Речних земаља и Олујних земаља. Крунске земље чине читаву обалу Залива Црнобујице и укључују првобитну таргарјенску утврду на острву Змајкамен, које се налази на улазу у Залив Црнобујице из Узаног мора. Поред Краљеве Луке, највећег града у Вестеросу, Крунске земље обухватају многа села и тврђаве. Ванбрачна деца рођена у Крунским земљама добијају презиме Водени/Водена.

#### Змајкамен
Змајкамен је некада био најзападнија испостава старе Валирије. Стотину година пре Пропасти, породица Таргарјен се преселила на ово острво. Када је Пропаст погодила Валирију, кућа Таргарјен је преживела, заједно са последњим валиријским змајевима. Стотину година касније, Егон Таргарјен и његове сестре Ренис и Висенија започели су освајање Вестероса са овог острва. Егонови потомци владали као краљеви Седам краљевстава током наредна три века.
Змајкамен је огромна тврђава која заузима велики део истоименог острва. Замак је јединствен јер су га градитељи и чаробњаци Валирије исклесали тако да његове куле и бедеми изгледају као змајеви, а направили су и гаргојле који покривају зидове тврђаве, користећи и магију и зидарске вештине. Доњи нивои замка су загрејани вулканском активношћу дубоко испод тврђаве. Испред замка се налази мала лука и насеље. Поред тога, у пећини на обали замка налазе се велика налазишта змајстакла.
Током Робертове буне, пре напада на Краљеву Луку, таргарјенска краљица Рела, која је била трудна, и њен син Висеријс послати су на Змајкамен заједно са делом флоте Таргарјена и гарнизоном лојалних војника. Међутим, након што је Краљева Лука пала, Роберт Баретеон је послао свог брата Станиса да заузме ову острвску тврђаву. Након што је олуја уништила таргарјенску флоту, гарнизон је покушао да изда Висериса и његову новорођену сестру Денерис Станису (краљица је умрла при порођају). Међутим, таргарјенски лојалисти предвођени сер Вилемом Деријем одвели су децу на сигурно. Станис је лако освојио Змајкамен, а краљ Роберт му је доделио управу над замком. Станис није био задовољан јер је његов млађи брат Ренли наследио Крајолуј, седиште куће Баретеон. Сер Аксел Флорент, један од стричева Станисове супруге Селисе Флорент, био је кастелан замка.
Након Робертове смрти, Станис је прогласио себе краљем Седам краљевстава и осудио децу краљице Серсеи као копилад рођена из инцеста. Змајкамен је постао његово главно седиште. Вратио се тамо након катастрофалне битке на Црнобујици. Његова саветница, црвена свештеница Мелисандра из Ашаија, покушала је да га убеди да искористи крвну магију како би оживела „каменог змаја” острва, али лорд Давос Сиворт је убедио Станиса да оде на Зид како би помогао Ноћној стражи. Након што је Станис напустио Змајкамен, оставивши Роланда Олујног као кастелана, краљица намесница Серсеи Ланистер послала је флоту да блокира острво. Међутим, сер Лорас Тирел, нестрпљив да ослободи флоту како би заштитио свој дом Високи сад, директно је напао острво. Он је освојио замак, али је изгубио хиљаду људи и сам је наводно тешко рањен. Како је речено у Плесу са змајевима, Змајкамен је сада под контролом Тирела и теоретски поново под контролом Гвозденог престола.
Једна сцена на Змајкамену у серији Игра престола, у којој Станис спаљује дрвене статуе Седморо богова, снимљена је на северноирској плажи Даунхил Странд. У 7. сезони серије, сцене на Змајкамену снимане су на више локација у Баскији: хриди Гастелугаче у Бермеу, плажи Ицурун у Зумаји и плажи Муриола у Барики.

#### Краљева Лука
Краљева Лука је краљевска престоница Вестероса и Седам краљевстава. У граду живи приближно пола милиона људи, што га чини најнасељенијим градом у Вестеросу. Налази се на реци Црнобујица, на месту где је Егон Освајач ступио на тло Вестероса да би започео своје освајање. Главни град је окружен зидом који обезбеђује Градска стража Краљеве Луке, чији припадници су познати као Златни плаштови због плаштова које носе. Унутар зидина, природним пејзажом града доминирају три брда која носе имена по Егону и његовим сестрама-супругама Ренис и Висенији. Сиромашнији житељи граде импровизована насеља изван градских зидина. Краљева Лука је описана као густо насељена, али и неугледна и прљава. Смрад градског отпада може се осетити далеко изван зидина, а присутна је и велика разлика између сиромашног становништва и богате елите.
Краљевски замак, познат као Црвена тврђава, налази се на Егоновом брду; ту се налази седиште краљевског двора. У тврђави се налази Гвоздени престо, који је Егoн наручио да се искује од мачева својих поражених непријатеља. Према легенди, оставио је сечива оштрим јер је веровао да ниједан владар не треба да на њему седи удобно. Вековима касније, краљеви се и даље повређују на престолу. Неки верују да онај ко се посече на престолу бива „одбачен” и тиме недостојан да влада.
Град је такође дом Великом обредишту Белоровом, где се најпобожнији грађани окупљају. То је најсветије обредиште Вере Седморо. Пошто је град изграђен у журби, значајан део његове површине обухвата сиротињска четврт, позната као Бувља рупа, чији су житељи толико сиромашни да се често хране „чинијама смеђе супе”, мистериозним гулашом који може садржати месо штенаца или убијених жртава. Краљева Лука има умерену, медитеранску климу са дугим, топлим и сунчаним летима и благим зимама, иако снег понекад пада.
Мартин је упоредио Краљеву Луку са средњовековним Паризом или Лондоном. Инспирацију је црпео из погледа на Статен Ајланд из свог дома из детињства у Бајону, у Њу Џерзију.
Прва сезона ТВ серије користила је бившу престоницу Малте, Мдину, за сцене Краљеве Луке. Као и Краљева Лука, Мдина је средњовековни град окружен зидинама, изграђен на брду, али за разлику од Краљеве Луке, Мдина нема излаз на море – тако да је продукција била ограничена на унутрашње снимке, попут споредних улица и градске капије, које се могу видети када Нед Старк стигне у град. Оближња тврђава Маноел служила је као Велико обредиште Белорово, које се може видети у сцени Недовог погубљења. Разне друге локације на Малти глумиле су Црвену тврђаву, укључујући резиденцију председника Малте, Палату Сан Антон. Капије тврђаве Рикасоли удвостручене су као капије Црвене тврђаве; тврђава Сант Анџело коришћена је за сцене у којима Арја Старк јури мачке; а манастир Светог Доминика употребљен је за сцену у којој се Нед Старк суочава са Серсеи Ланистер у богошуми.
У другој сезони, снимање сцена Краљеве Луке и Црвене тврђаве пребачено је са Малте на историјске делове Дубровника и тврђаве Минчета, Бокар и Ловријенац, што је омогућило више спољашњих снимака аутентичног средњовековног града са бедемима. Делови треће сезоне такође су снимани тамо, као и у оближњем Трстену. Град је делио многе карактеристике са измишљеном престоницом: имао је добро очуван средњовековни изглед, са високим зидинама и морском обалом. Према Дејвиду Бениофу, извршном продуценту серије, „Краљева Лука је можда најважнија локација у целој серији и мора да изгледа савршено”, и „Чим смо почели да шетамо градским бедемима, знали смо да је то то. Читате описе у књизи и дођете у Дубровник и то је управо тај град. Има блиставо море, сунце и прелепу архитектуру.” Ко-извршни продуцент Д. Б. Вајс додао је: „Наћи потпуно очуван, средњовековни град окружен зидинама који невероватно личи на Краљеву Луку, где се одвија већи део наше серије, било је само по себи невероватно откриће.”
Турнир у част краљеве деснице у првој сезони сниман је у Шејновом замку у Северној Ирској. Унутрашњост Црвене тврђаве снимана је у студију The Paint Hall у Белфасту. Сценографкиња Џема Џексон је изјавила: „Када сам размишљала о Краљевој Луци, цео црвени аспект ме је одмах подсетио на Раџастан. Под [у Краљевој Луци] био је из римског Пантеона.” Мартин је рекао: „Наш престона дворана је спектакуларна – заправо смо преуредили дворану изграђену за [други] филм. И поново, заузела је четвртину Paint Hall-а, тако да је веома велика, али у мојој машти [у књигама], то је Вестминстерска опатија, то је Катедрала Светог Павла.”

### Дорна
Дорна је најјужнија и најређе насељена земља Вестероса. Престоница, Сунчево копље, седиште је владајуће куће Мартел. У првих пет књига, Дoран Нимерос Мартел је принц Дорне и лорд Сунчевог копља. Доранова сестра, принцеза Елија, била је удата за принца Регара Таргарјена, принца од Змајкамена и наследника Гвозденог престола. Имали су двоје деце, ћерку Ренис и сина Егона. Током пљачке Краљеве Луке на крају Робертове буне, принцезу Елију је силовао и убио Грегор Клегани, вазал куће Ланистер. Њена деца су такође убијена пред њом. Принц Доран и његова жена, принцеза Меларија, имају троје деце: Аријану, Квентина и Тристана. Током Рата пет краљева, Тирион Ланистер, као краљева десница, преокреће историјско непријатељство куће Мартел у савез тако што шаље Мирселу Баратеон, сестру краља Џофрија, као будућу невесту за Тристана, најмлађег Дорановог сина, који је отприлике њених година. Најстарије дете принца Дорана, Аријана, наследница је куће Мартел, Сунчевог копља и саме Дорне.
Богатство Дорне долази од њених чувених расних коња изузетне издржљивости, брзине и елеганције, као и од зачина, вина, риболова, тканина и текстила. Дорна се граничи са Дорнским морем на северу, острвима познатим као Степенице на истоку, и протеже се од високих планина Дорнских крајина, Црвених планина, које раздвајају Дорну од остатка Седам краљевстава копненим путем. Два главна пролаза кроз Црвене планине која повезују Дорну са остатком континента су Каменити пролаз и Принчев пролаз. Принчев пролаз води до Хвата, док Каменити пролаз излази из планина код Летњих двора. Јужна обала континента граничи се са Летњим морем. Мартин пише да Дорна има тропску климу, са највишим температурама у Вестеросу. Регион је сушан, са стеновитим и планинским тереном који укључује једину пустињу на континенту. Његове реке обезбеђују нешто плодних земљишта, а током дугих лета има довољно кише и других извора воде да би Дорна остао насељива. Унутрашње воде су готово драгоцене као злато, а бунари се љубоморно чувају. Познате локације у Дорни су Звездопад, седиште куће Дејн, као и Гвозденлуг, седиште куће Иронвуд, најмоћнијег вазала куће Мартел. Дашчаре су трговачки град на ушћу реке Зеленкрв.
Дорњани имају репутацију ватрених људи. Они се културно и етнички разликују од осталих Вестероса због историјске масовне имиграције народа Ројнара на овај део континента. Усвојили су многе ројнарске обичаје, укључујући и право апсолутне примогенитуре. Дорна је била једино краљевство у Вестеросу које је успешно одолело Егоновом освајању, чак убивши једног од његових змајева током рата. Освојио ју је Дерон I више од једног века након таргерјенске инвазије, али су се Дорњани побунили и убили га. Коначно, под краљем Дероном II, Дорна се придружила остатку краљевства кроз брачни савез. Ово је омогућило Дорни да задржи известан степен независности. Господари владајуће куће Мартел и даље себе носе титуле „принца” или „принцезе” по ројнарском обичају. За разлику од већег дела Вестероса, ванбрачна деца рођена у Дорну третирају се готово исто као легитимна деца и добијају презиме Пешчани/Пешчана.
Према књизи Олуја мачева: „Постоје три врсте Дорњана [...]. Слани Дорњани, који су живели уз обале, пешчани Дорњани из пустиња и дугачких речних долина, и камени Дорњани, чија су упоришта била у превојима и висовима Црвених планина. Слани Дорњани имали су највише ројнарске крви, камени Дорњани најмање. Изгледа да су сва три соја била добро заступљена у Дорановој пратњи. Слани Дорњани су били гипки и црномањасти, глатке маслинасте коже и дугачке црне косе која им је играла на ветру. Пешчани Дорњани су били још тамнији, лица спечених врелим дорнским сунцем. Обматали су светле мараме око кацига да би се штитили од сунчанице. Камени Дорњани били су најкрупнији и најсветлији, синови Андала и Првих људи, смеђокоси или плави, пегавих лица, која су на сунцу горела уместо да потамне.”
У серији Игра престола, сцене са Дорном снимане су у Севиљи.

## Летње море

### Летња острва
Како је приказано на мапи у књизи Олуја мачева, Летња острва представљају групу тропских острва смештених јужно од Вестероса, са локалном фауном која укључује птице које говоре, мајмуне и друге примате. Романи описују домороце ових острва као људе тамне пути који говоре сопственим језиком. Носе шарену одећу од перја и хране се воћем и рибом. Из своје луке, града под именом Град високог дрвећа, Летња острва извозе ретке производе у Вестерос, попут локалних вина, зачина, перја, као и посебне врсте дрвета од којег се праве лукови који имају дужи домет од већине других. Људи из Седам краљевстава називају велике бродове Летњеострвљана „лабуђим бродовима”, због њихових белих једара и фигура на прамцу које углавном имају облике птица. Семвел Тарли, који проводи два поглавља у Гозби за вране на једном од лабуђих бродова, описује жене Летњих острва као распусне, а њихове богове као чудне; „поштују старе и славе своје мртве” кроз сексуални однос. Како једна проститутка објашњава Тириону у Судару краљева, Летњеострвљани сматрају своју сексуалност даром богова, које обожавају кроз парење. Због тога многи њихови младићи и девојке племенитог порекла служе у кућама задовољства неколико година у част својим боговима.

### Нат
Нат, такође познат као Острво лептира, острво је код северозападне обале Соториоса, које се налази западно од Базилискових острва. Народ Ната, Наћани, има тамну кожу и златне очи. Практикују крајњи пацифизам; стварају музику уместо ратовања и одбијају да једу месо, хранећи се искључиво воћем. Ова њихова особина чини их посебно рањивим на трговце робљем из Есоса. Преводитељка Денерис Таргаријен, Мисандеи, потиче са Ната.

### Базилискова острва
Источно од Ната налазе се Базилискова острва, која представљају гнојну рану Летњег мора и сигурно уточиште за пирате, трговце робљем, најамнике и одметнике. Рушевине пронађене на Острву суза, Острву крастача и Острву секире наговештавају о постојању некадашње древне цивилизације о којој се мало зна. Острво суза је највеће, са стрмим долинама и црним мочварама. Гишани су га освојили и назвали Горгај, што је име које је коришћено наредна два века, све док га нису заузели валиријски змајски господари и преименовали у Горгосос. Они су га користили као место на које су слали своје најгоре злочинце на доживотни принудни рад.

## Есос
Део наратива у Песми леда и ватре одвија се преко Узаног мора од Вестероса, у области која обухвата велики источни континент по имену Есос. Есос је отприлике величине Евроазије и има разнолику климу и географске карактеристике. Западну обалу карактеришу зелени таласасти брежуљци, масивна Кохорска шума и бројни острвски ланци попут Бравоса и Лиса. Средиште континента прекривено је равним травнатим пределима Дотрачког мора и сувом земљом познатим као Црвена пустара на истоку. Источно од Црвене пустаре налази се град Карт. Југом доминирају суви брежуљци и медитеранска клима, са обалом дуж Летњег мора и Залива трговаца робовима. Северна обала континента одвојена је од поларне капе Дрхтавим морем. Јужно, преко Летњег мора, налази се Соториос, неистражени континент прекривен џунглама. Велики део фиктивне историје Есоса везан је за Валирију, град који се налазио на полуострву у јужном Есосу и одакле је потекла куће Таргарјен пре пропасти Валиријског царства у необјашњеној катастрофи. После уништења Валирије, градови Астапор, Јункај и Мирин поново су стекли независност и владали својим областима као градови-државе.

### Слободни градови
Преко Узаног мора, на западној страни Есоса, налазе се девет Слободних градова, независних градова-држава који су углавном смештени на острвима или дуж обале. То су Лис, Мир, Пентос, Бравос, Лорат, Норвос, Кохор, Волантис и Тирош. Иако је већина Слободних градова поменута још у првом роману, књиге пружају мапу овог региона тек у Плесу са змајевима. Планине на истоку одвајају обалу од равница Дотрачког мора, али пролази кроз планински ланац омогућавају Дотрацима приступ Слободним градовима. Слободни градови испрва су били колоније Валиријског царства, а касније су прогласили независност након Пропасти Валирије. Изузетак је Бравос, који су основали избеглице од валиријске експанзије, одбегли робови и други одметници. Језици Слободних градова су изведени из високовалиријског.
Слободни градови обухватају област коју карактерише река Ројна, коју локалци описује као „највећу реку на свету”. Њене обале су домовина Ројнара, који реку обожавају као „Мајку Ројну”. Како је приказано на мапи у Плесу са змајевима, Ројна настаје спајањем две притоке, Горње Ројне и Мале Ројне, југоисточно од рушевина Гојан Дрохија. Изворишта Горње Ројне налазе се у Андалосу, постојбини Андала, између Бравоса и Пентоса. Ток Ројне тече југоисточно, а затим се окреће право на југ после језера Бодеж, на чијим се многобројним острвима крију речни пирати. Ројна значајно добија на ширини како је хране притоке, све док се не улије у Летње море у делти близу Слободног града Волантиса.

#### Бравос
Јединствен међу Слободним градовима, Бравос није био валиријска колонија, већ тајно уточиште од валиријанске експанзије. Град се простире преко стотина малих острва у лагуни на северозападном крају Есоса, где се Узано и Дрхтаво море спајају. Бравос је дом Гвоздене банке, једне од најбогатијих банака у познатом свету. Град је такође познат по својим мајсторима мачевања, као и мистериозним култом убица, Људима без лица. Такође је чувен по Титану Бравоса, који је уједно и утврда и статуа. Владар Бравоса је познат као морски господар и са мора долази моћ и богатство града. Трупови бравоских бродова су обојени у љубичасту боју, а њихови трговачки бродови плове у многе далеке земље и доносе разна добра и богатство назад кући. Бравос има много зајмодаваца, а Гвоздена банка Бравоса позајмљује новац страним нацијама, нарочито Вестеросу, који је позајмио милионе.
Бравошани се облаче у упадљиве боје, док се веома богати и моћни облаче у црну и у готово црну плаву боју. Званичници Бравоса носе обичне капуте смеђе или сиве боје. Град је такође познат у целом свету по својим куртизанама. Свака куртизана има своју барку и слуге који је воде. Лепота познатих куртизанa инспирисала је многе песме. Оне су засипане поклонима од златара, а занатлије моле за њихове наруџбине. Племићи и богати трговци плаћају куртизанама велике своте новца да се појаве уз њих на битним догађајима, а мајстори мачевања су познати по томе што убијају једни друге у њихово име. Сирио Форел, бивши први мач морског господара Бравоса, упознаје Арју Старк са јединственим обликом бравоског борилачког стилa, познатим као водени плес. Овај стил је префињена форма мачевања у којој практикант стоји бочно и користи танак мач. Борбени мачеваоци испуњавају град, често се борећи у двобојима како би показали своје вештине.
Бравос је инспирисан Венецијом. Сцене са Бравосом у серији Игра престола снимане су у Шибенику, Каштел Гомилици и Ђирони.

#### Пентос
Пентос је велика трговачка лука на заливу западне обале. Градом доминирају циглане куле квадратног облика, а њиме влада принц кога бирају де факто владари града, познати као магистри. Дотрачки каласари понекад долазе до Пентоса, али Пентошани су поштеђени већине пљачки и инвазија плаћањем данка њиховим каловима. Људи из Пентоса носе обојене и раздвојене браде. За разлику од већине других Слободних градова, ропство је забрањено, а Пентосу је забрањено учешће у трговини робљем због услова које су поставили победници, Бравошани, у прошлом рату. Међутим, Пентос ове услове поштује само на површном нивоу: слуге богатих и моћних се и даље третирају као робови, носе бронзане огрлице и жигове, без финансијских могућности да одбију своје господаре, а утицајни Пентошани као што је магистар Илирио Мопатис и даље тајно тргују робљем.
У телевизијској адаптацији, сцене са Пентосом у пилот епизоди снимљене су у Мароку. Продукцијска екипа је поправила и префарбала сетове Јерусалима из филма Небеско краљевство близу Варзазата у Мароку да би послужили као двориште Илириовог имања, где Денерис први пут види кала Дрога. Када је снимање пилот епизоде завршено, HBO је одбацио све снимке снимљене у Мароку, а сцене са Пентосом су поново снимљене на Малти. Екстеријерне сцене на Илириовом имању у Пентосу снимљене су у палати Вердала, летњој палати председника Малте из 16. века. Азурни прозор, на острву Гоцо, коришћен је као локација за венчање Денерис и кала Дрога.
Сцене са Пентосом у 5. сезони серије снимљене су у Хрватској.

#### Волантис
Волантис је лучки град на јужној обали Есоса и најстарији од Слободних градова. Одбрамбена утврда позната као Црни зид штити најстарије делове града. Црни зид насељавају искључиво најбогатији грађани који воде порекло од Старе Валије. Градом владају три тријарха, који се бирају сваке године од стране слободних земљопоседника Волантиса, а град бране робови војници познати као „Тигрови плаштови”. Волантис је изузетно важан за трговину робљем, а у граду има пет робова на сваког слободног човека. Сви волантиски робови имају тетоваже на лицу које означавају њихову професију: на пример, сексуални робови имају сузе тетовиране на лицу, а тигрови плаштови имају тигрове пруге. Обожавање Р’лора је најутицајнија религија у Волантису, посебно међу робовима.
Сцене са Волантисом у телевизијској серији снимљене су у Кордоби.

#### Остали Слободни градови
- Лорат је лучки град на западном крају највећег у низу камених острва у Дрхатвом мору на северу Есоса.[63] Он је најизолованији и најсиромашнији Слободни град.[70] Џакен Х’гар се у Судару краљева представља као Лораћанин, носећи дугу косу обојену црвено с једне стране и бело с друге.[47]
- Лис се налази на низу јужних острва.[63] За разлику од већине становника Слободних градова, Лишани су хомогено валиријанског порекла и стога имају светлу кожу, косу и очи сличне Таргарјенима. Лис је познат по својим кућама задовољства, где се робови и робиње обучавају љубавним вештинама и продају као конкубине и робови за постељу. Лис такође често ратује око контроле над Степеницама и Спорним земљама. Чини се да постоји богиња љубави чије је обожавање карактеристично за Лис. Денерисина слушкиња Дореа и пират Саладор Сан су Лишани.
- Мир је приобални град познат по својим мајсторима израде сочива, сложеној чипки и финим теписима. Мирани су, слично Дорњанима, потомци Ројнара и имају тамне очи и маслинасту кожу. Такође, Мирани су слични Норвошанима и Пентошанима по томе што њима владају магистри који су познати по томе да плаћају данак дотрачким каласарима у пролазу. Мир је трговачко средиште како за робове, тако и за њихова карактеристична вина од зеленог нектара. Мир често ратује око контроле над Спорним земљама.
- Норвос се налази на источној обали реке Нојне, притоци Ројне, и састоји се из два дела, једног на врху високог брда и другог поред реке.[71] Град је дом три велика звона, од којих свако има своје име и препознатљив звук, а која звоне често. Околна област је земља брежуљака, терасастих поља и села с белим фасадама. Клима је прилично блага. Норвошани се препознају по обојеним и уздигнутим брковима. Градом управља савет магистара, који су познати по томе да плаћају данак дотрачким каласарима у пролазу. Норвос је такође дом групе свештеника с брадама који обучавају елитне стражаре. Ови стражари полажу заклетву дужности и сматрају се венчанима за своје препознатљиве дуге секире.
- Кохор се налази на реци Којни, на ивици огромне Кохорске шуме. Познат је по својим финим таписеријама и ковачима, који поседују ретку способност да прековавају валиријски челик, укључујући директно уношење различитих боја у метал. Црни јарац је истакнуто божанство у граду. Градску стражу чине искључиво Неокаљани, робови-војници, још од чувене битке у којој је 3.000 Неокаљаних успешно одбранило град од преко 25.000 дотрачких коњаника. Стражари на своје копља везују плетенице од људске косе у знак сећања на Дотраке који су одсекли своје плетенице у част браниоцима Кохора.
- Тирош, приобални Слободни град којим влада архонт, познат је по похлепи својих становника. Трговци интензивно тргују робљем, тирошким брендијем од крушака и разним бојама. Град има велики број кућа задовољства, али оне нису толико цењене као оне у Лису. Мајстори оклопари из Тироша израђују сложене оклопе у фантастичним облицима. Тирош је популарно средиште за унајмљивање најамника. Град је често увучен у текуће сукобе око Спорних земаља и Степенице. Тирошани често носе раздвојене браде и шиљате бркове обојене светлим бојама. Дарио Нахарис је родом из Тироша.

### Централни Есос

#### Валирија
Валирија је полуострво у јужном делу централног Есоса, западно од Заливa трговаца робовима. Пре Пропасти, Валирија је била седиште истоименог царства које је трајало хиљадама година. Валиријци су препознатљиви по својој сребрној коси и љубичастим очима. Валирија је називана Слободном земљом јер је сваком човеку који је поседовао земљу било дозвољено да гласа за своје вође. Валиријци су користили робове за рударење Четрнаест пламенова, низа вулкана богатих рудом. Потчинили су Гишане и Ројнаре и основали све Слободне градове, осим Бравоса. Четрдесет племићких династија, познатих као змајски господари, јахали су и контролисали змајеве. На крају, дошло је до догађаја познатог као Пропаст Валирије, који је, изгледа, укључивао насилну ерупцију Четрнаест пламенова, који су уништили Слободну земљу и претворили Валирију у архипелаг у новоформираном Димном мору. Таргарјени су потомци Старе Валирије који су је напустили након што је Денис Далековида прорекла Пропаст. Остале племићке породице Валирије исмејале су их, верујући да је Денис луда. Њен отац, Енар Таргарјен, поверовао јој је и успешно преселио породицу на Змајкамен, острво на источној обали Вестероса, чиме су постали једини преживели змајски господари после Пропасти.

#### Дотрачко море
Дотрачко море је огромна, травната равница на Есосу. Насељавају је Дотраци, ратоборни номадски народ бакарне коже, са сопственим језиком и јединственом културом. Дотраци живе у хордама које се називају каласари, а сваким каласаром управља вођа, познат као кал. Каласари су подељени на групе које се зову касови, а њима командују калови капетани, познати као косови. Сваки кал и његов каласар дугују верност владајућем савету краљевских свештеница, познатим као дош калин. Чланице дош калина су бивше супруге калова, познате као калиси током владавине својих мужева, које постају део дош калина након њихове смрти. Дотраци су врсни јахачи, а њихови коњи имају примарни значај у култури, користе се за храну, превоз, ратовање, сировине и као симбол друштвеног статуса. Редовно врше препаде на друге народе.
Џорџ Р. Р. Мартин је рекао: „Дотраци су заправо обликовани као мешавина бројних степских и равничарских култура... Монгола и Хуна, свакако, али и Алана, Сијукса, Чејена и разних других америчких индијанских племена... зачињена са мало чисте фантастике. Тако да је свака сличност са Арапима или Турцима случајна. Па, осим у мери у којој су [историјски] Турци такође првобитно били степски коњаници, слични Аланима, Хунима и осталима.” Такође је напоменуо: „Генерално, иако црпим инспирацију из историје, покушавам да избегнем директне трансплантације, [тако] да не би било исправно рећи да су Дотраци Монголи.” Постоји неколико сличности са другом групом застрашујућих номадских ратника – Скитима.
Дотраци имају само један стални град, Вес Дотрак, који служи као њихова престоница. Дош калин користе овај град као своје седиште. Испуњен је статуама украденим из других градова које су Дотраци освојили или опљачкали. У граду постоји закон да ниједан Дотрак не сме пролити крв унутар граница Вес Дотрака, а они који то учине бивају проклети. Два огромна бронзана пастува, чија се копита сусрећу у ваздуху, формирају лук изнад улаза у град. У првој сезони ТВ серије, Сенди Бреј у планинама Морн у Северној Ирској изабран је као локација за Вес Дотрак. Бронзани пастуви који чине градску капију додати су касније помоћу CGI технологије на два постоља постављена на тој локацији.

#### Лазар
Лазар је подручје полусушних земаља јужно од Дотрачког мора. То је регион пашњака и брда, који настањују Лазарани, миран народ бронзане коже, равних лица и бадемастих очију. Они су претежно пастири, које Дотраци називају овчјим народом, и често су на мети њихових напада. Обожавају бога познатог као Велики пастир и верују да је цео људски род део једног стада. Сцене у селу овчјег народа које су опљачкали Дотраци снимљене су на Малти, у селу Маниката.

### Залив трговаца робовима
Залив трговаца робовима је залив Летњег мора, који се налази јужно од Дотрачког мора, западно од Лазара и хиљада миља источно од Слободних градова. Клима у заливским земљама описана је као веома врела. Након првог помињања у књизи Игра престола у вези са ропством, Денерис Таргарјен осваја три велика лучка град-државе Залива трговаца робовима — Астапор, Јункај и Мирин у књизи Олуја мачева. Током већег дела књиге Плес са змајевима, она остаје у Мирину.
Градови су изграђени на рушевинама Старог Гиса, древног ривала Валирије, који је Валирија уништила хиљадама година пре догађаја из серијала. Привреде ових градова у великој мери зависе од робовског рада и трговине робљем. Третман робова је често суров, док грађани живе у релативном луксузу. Професионални војници сва три града носе необичне костиме и фризуре које смањују њихову ефикасност у борби. Војске градова у великој мери се ослањају на додатне армије робова и најамнике за борбене кампање.
Садашњи становници Залива су мешовите расе и више не говоре стари гишански језик, већ варијације високовалиријског језика са карактеристичним грубим изговором. Древни народ Гиса, који себе назива Синовима Харпије у Астапору, описан је као народ са чекињастом црвено-црном косом. Добри господари Астапора сви изгледају слично Денерис — „дебели, меснати људи са кожом боје ћилибара, широким носевима, тамним очима. Њихова жилава коса била је црна или тамноцрвена, или она необична мешавина црвене и црне која је била специфична за Гишане”. Само слободни мушкарци Астапора имају право да носе одећу звану токар, чије кићанке показују њихов статус. Многе жене из Астапора прекривају лица због прашине. Астапорани су склони обилном коришћењу слатких парфема.

#### Астапор
Астапор, најстарији град у Заливу трговаца робовима, налази се на обалама Црв реке, широке, споре и кривудаве реке са шумовитим острвима. Приликом уласка у Астапор на почетку Олује мачева, Денерис га доживљава као древан и запуштен град који је одавно прошао своје дане славе. Градом доминира архитектура од црвене цигле, а Арстан Белобради објашњава Денерис да се изрека „Цигла и крв изградише Астапор, а цигла и крв су му људи” односи на робове који праве цигле. Астапорове степенасте пирамиде, борилишта, улице, околни зидови и Трг поноса све су направљени од црвене цигле. Такозвани Трг казне код главних капија Астапора чак је већи од Трга поноса.
Трг поноса, на чијем се центру налазе фонтана од црвене цигле и огромна бронзана статуа харпије, служи као отворена пијаца робова и место за постројавање Неокаљаних, елитних копљаника-евнуха познатих по строгој дисциплини и ефикасности. Астапор је једини град који продаје Неокаљане, али такође продаје и робове за постељу, пољопривреду, писаре, занатлије и учитеље. Неокаљани захтевају огромна улагања у времену и новцу од стране Астапорана који их узгајају и обучавају, али доносе најпрофитабилнију зараду за добре господаре Астапора. Неокаљани носе шиљасте бронзане шлемове, и покоравају се господару по сваку цену, чак и ако он захтева њихову смрт. Сваког дана добијају нова робовска имена која треба да их подсете на њихову безвредност. У случају напада, непродати Неокаљани се распоређују на масивне, трошне зидове од црвене цигле које Астапорани више не бране.
Денерис одлучује да купи све обучене и необучене Неокаљане из Астапора, односно више од 8600 њих, и наређује им да убију све одрасле астапорске робовласнике и војнике када напусти град. Она предаје власт у Астапору савету бивших робова предвођених исцелитељем, ученим човеком и свештеником, а десетине хиљада бивших робова придружују јој се на путу до Јункаја. Бивши месар по имену Клеон спречава заверу да се добри господари поново успоставе и бива крунисан за краља Астапора у виду награде.
Сцене са Астапором у серији Игра престола снимане су у мароканском граду Аит Бен Хадоу.

#### Јункај
Најмањи од три града у Заливу трговаца робовима, Јункај, попут Мирина, не тргује Неокаљанима, али је познат по својим аренама и кућама задовољства. Град је сличан Астапору по архитектури, осим што је мањи и што користи жуту циглу уместо црвене. Робовласници Јункаја познати су као мудри господари. Због недостатка Неокаљаних, град се ослања на мешовиту професионалну и робовску војску од око 4.000 војника, од којих је најмање 1.000 најамника. Типично за Гишане, војници из Јункаја носе непрактичне оклопе и намашћену косу натапирану у огромне облике, што смањује њихову ефикасност.
Сцене са Јункајем у серији Игра престола такође снимане су у Аит Бен Хадоуу.

#### Мирин
Највећи од три заливска града, Мирин има популацију једнаку збиру становника Астапора и Јункаја. Град је такође најбогатији, јер поред робова производи и вино металног укуса. Земље које га окружују садрже огромне наслаге бакра, а гаје и маслине. Архитектура града је слична оној код суседних градова, али користе се разнобојне цигле. Пејзажем доминира огромна пирамида, названа Велика пирамида, као и Храм милости, прекривен златном куполом. Мирин је јединствен међу гиским градовима по томе што је испуњен многим храмовима и пирамидама. Робовласници Мирина познати су као велики господари. Град је изграђен на обалама реке Скахадазан. Након што је Даенерис освојила град, наставља да влада њиме као краљица како би се научила владању. Град на крају пада под опсаду савеза разних градова-држава које предводи Јункај, док се унутар града диже отпор предвођен Синовима Харпије.
У телевизијској серији, многе сцене са Мирином снимане су у Сплиту и тврђави Клис у Хрватској. У петој сезони, сцене у миринској арени снимљене су у арени Плаза де Торос у Осуни, у Шпанији.

### Источни Есос

#### Црвена пустош
Црвена пустош је велика, пустињска област у источном делу Есоса. О њој се мало зна, пошто је само накратко приказана у роману Судар краљева, када су Денерис Таргарјен и њен каласар прешли кроз њу. Једино познато насеље у овом региону, Вес Толоро, лежи у рушевинама.

#### Карт
Први пут поменут у роману Игра престола, град Карт још увек се није појавио ни на једној карти у књигама. Међутим, карта познатог света из HBO-овог водича за гледаоце и уводна шпица друге сезоне ТВ серије приказују Карт на мореузу између Летњег и Жадног мора, на југоистоку Есоса. Током прве посете Карту у роману Судар краљева, волшебник Пјат Пре описује свој град као центар света и као капију трговине и културе између истока и запада, севера и југа. Кроз очи Даенерис, читалац сазнаје да је град окружен троструким зидинама висине од тридесет до педесет стопа, које су украшене рељефима животиња, ратова и љубави. Градске зграде су разнобојне, међу којима су неке ружичасте, љубичасте и умбер нијансе. Танке куле се издижу широм града, фонтане украшавају сваки трг, а хиљаде шарених птица, процветалих дрвећа и цвећа испуњавају град. Сцене са Картом у серији Игра престола снимљене су на острву Локрум близу Дубровника, као ина сету у каменолому Дубац, који је служио као капије Карте.
Картани су описани као „високи и бледи људи, одевени у лан, сомот и тигрово крзно”, са женама које носе хаљине које откривају једну дојку, док мушкарци носе перлицама украшене свилене сукње. Денерис их доживљава као „ништа друго до учтиве”. Робови служе њиховим потребама. Чисторођени, потомци древних краљева и краљица града, управљају Картом и командују градском одбраном. Три главне трговачке групе боре се међусобно и против Чисторођених за доминацију над градом: Тринаесторица, Древни еснаф накупаца зачина и Турмалинско братство. Картански волшебници, чије усне су обојене у плаво напитком званим „вечерња сенка”, наводно надзиру ове фракције; иако их се и даље плаше, њихова моћ и углед опали су током година. Карт је такође дом Жалосних људи, еснафа атентатора који пре убиства жртви шапћу „Тако ми је жао”. Денерис напушта Карт на крају романа Судар краљева.

### Далеке земље

#### Ашаи и Земље сенки
Ашаи и Земље сенки су мистериозне локације у Свету леда и ватре. Први пут се помињу у Игри престола, а први пут су мапиране у Земљама леда и ватре, где су приказане се на далеком истоку познатог света. Мартин није сигуран да ли ће књиге икада одвести читаоце у Ашаи, али је рекао да читаоци могу сазнати више кроз Мелисандрина поглавља (која потиче из Ашаија) или кроз сећања и спомињања других ликова. Џора Мормонт описује Ашаи као луку далеко на југу од Дотрачког мора, на крају познатог света. Ашаи извози робу као што су црни аметисти, ћилибар и змајстакло. У једном тренутку, Џора прича Денерис о великим краљевствима источно од Црвене пустоши и набраја Ашаи крај Сенке као један од градова пун чудеса. Према Мартину, сва путовања бродом између Вестероса и Ашаија одвијају се преко Летњег и Жадног мора кроз мореузе код Карта, као и да прост народ још увек верује да је свет раван. Међутим, по Мартину, „Ашаи није ни приближно важан за трговину као Ји Ти, а богате луке Ји Тија (и Ленга) лакше су доступне преко Карта.” Каити прориче Денерис у Карту: „Да би стигла на север, мораш путовати на југ. Да би стигла на запад, мораш ићи на исток [...] а да додирнеш светло, мораш проћи испод сенке.” Када Денерис то протумачи као да мора да оде у Ашаи, Каити каже да ће тамо пронаћи истину.
Постоје многе приче о Земљама сенки, иако није јасно колико су оне истините. Дотраци верују да трава духова прекрива Земље сенки, са стабљикама које светле у мраку и расту више од човека на коњу. Денерис је чула да „певачи чини, вешци и ваздушни волшебници отворено упражњавају своје вештине у Ашаију, док сенковесци и крвни чаробњаци спремају ужасне чаролије под окриљем ноћи”. У Ашаију такође постоје мештри из Вестероса. Чаробњаци Ашаија подучавају друге својим моћима лечења, али и својим чинима које захтевају жртвовање крвљу. Древне књиге Ашаија бележе пророчанство о Азору Ахаију, које прате верници Р’лора. Денерис је чула да су змајеви потекли из Земаља сенки иза Ашаија и острва Жадног мора, као и да неки можда још увек живе тамо. Брен Старк сања о змајевима који лете у Ашаију. Окамењена змајева јаја која Илирио поклања Денерис наводно потичу из Земаља сенки. Сурови и застрашујући људи сенки покривају своја тела тетоважама и носе лакиране дрвене маске, а изглед мештана Ашаија описан је као мрачан и озбиљан. Дотраци верују да су Ашаијанци изданци сенки. Народ Ашаија има сопствени језик.

#### Ибен
Ибен је скуп острва северно од Есоса у Заливу китова. Највеће од тих острва је Иб, који садржи градове Луку Ибен и Иб Нор. До Пропасти Валирије, Ибеном је владао бог-краљ. Сада власт држи Сеновити савет, који чине племићи, свештеници и богати еснафски мајстори. Ибен се први пут помиње у Игри престола, где Тирион прича о гласинама да мамути „лутaју хладним пустињама изван Луке Ибен”. Године 2002, Мартин је рекао да прича „вероватно неће” одвести читаоце у Ибен, који је описао као „хладно, планинско острво величине Исланда” у Дрхтавом мору, са Луком Ибен као главним градом; неки Ибљани такође живе на мањим оближњим острвима или у колонијама на Есосу. Ибен није мапиран у књигама, али у складу са Мартиновим описима, светска мапа HBO-овог водича за гледаоце даје локацију острва североисточно од Есоса. Мартин је рекао да се због велике популације китова у Дрхтавом мору, многи Ибљани баве ловом на китове. Ибљани су познати по томе што жваћу китову маст како би одржали свој метаболизам у хладној клими. Неколико ликова види ибљанске китоловце и коге око Краљеве Луке, Бравоса, Девојачког језера, Источне моробдије, Белих сидришта и Гвоздених острва. Романи описују људе из Ибена као ниске и длакаве; Арја чак среће ибљанску жену са брковима. Претпоставља се да Ибљани можда потичу од неандерталаца. Тирион и Варис срећу Ибљане непријатног мириса, за које се каже да „су волели секире исто колико и једни друге”. Арја у својим сновима види „мрачног, бруталног секираша из Иба”. За Ибљане се каже да говоре дубоким, промуклим гласовима и да имају сопствени језик.

#### Ји Ти
Романи више пута описују Ји Ти као царство пуно чудесних градова, смештено на далеком истоку. Мартин прецизирао да се: „Ји Ти налази југоисточно од Карта, преко Жадног мора”. Ово царство се први пут помиње у Игри престола, када се прича о гласинама да су „базилисци насељавали џунгле Ји Тија”. Морнарске приче представљене у Гозби за вране помињу да је сива љуспа заразила Ји Ти. Бог народа Ји Тија познат је као Лав Ноћи. Денерис на тржницама Вес Дотрака види људе из Ји Тија као мушкарце са сјајним очима који носе шешире са мајмунским репом. Ји Ти има више градова него било која друга земља у познатом свету, а према неким извештајима, ова земља је много већа и сјајнија од градова на западу. Наводно су испод сваког града у Ји Тију закопана су три старија града. Престоница Златног царства Ји Тија је Јин, на обали Жадног мора. Мартин није сигуран „до које мере ће ти народи [попут Ји Тија] икада ући у ову причу, међутим... њихове земље су веома далеко.”

#### Равнице Џогос Наја
Северно од Ји Тија, ветровитим Равницама Џогос Наја и заталасаним брдима владају коњички ратници познати као Џогос Нај. Овај номадски народ живи у јуртама и шаторима. Ниски су, здепасти, са великим главама и малим лицима. И мушкарци и жене имају шиљасте лобање због обичаја везивања глава новорођенчади. Џогос Нај јашу зебрасте коње познате као зорсе, који могу да поднесу много више од обичних коња. Џогос Нај не ратују међу собом и живе у малим клановима повезаним крвним везама. Међутим, стално су у рату са странцима. Често су нападали градове Ји Тија, а описано је да су уништили око сто насеља. Сваки племенски клан предводе два лидера: џат, или ратни поглавар, и месечева певачица, која је свештеница, исцелитељка и судија. Месечеве певачице су углавном жене, док су џати већином мушкарци.

## Соториос
Јужно од Есоса налази се континент Соториос (Соторос у ранијим романима). Соториос је трећи континент познатог света, огроман, препун заразних болести, прекривен џунглама и углавном неистражен. Наводи се да је велик као и Есос, а Џенара Белерис, валиријска змајска господарица из периода пре Пропасти Валирије, описала га је као „земљу без краја”.
Континент се први пут појављује на мапи у Олуји мачева, где су приказани градови Јин и Заметар; наратив га први пут спомиње у Гозби за вране. Мартин је 2002. године описао Соториос као „јужни континент, отприлике еквивалентан Африци, џунгласт, препун заразних болести и углавном неистражен”. Влажна природа Соториоса укратко се спомиње у Плесу са змајевима, где Виктарион помиње његове мочваре, као и да се тикова грађа из Соториоса користи за изградњу бродова. Дуж северне обале континента протеже се гусарски пут. У Плесу са змајевима помињу се болести Соториоса у контексту богатог, али болесног трговца робљем из Јункаја, Језана зо Кагаза. Виктарион описује неке људе као „ниске и длакаве попут мајмуна из Сотороса”. Такође, неки борци у Дазнаковој арени, који се боре за забаву Денерис, описани су као „пругасти полуљуди из џунгли Сотороса”. Мартин је навео да, за разлику од других народа у романима, пругасти људи Соториоса представљају чисту фантазијску конструкцију.

## Алтос
Збирка мапа Земље леда и ватре такође приказује северни врх копнене масе назване „Алтос”, која се налази јужно од Есоса и источно од Соториоса. На питање да ли је то још један континент, Мартин је одговорио: „Па, то је велика копнена маса. Помало сам несигуран у формалну дефиницију 'континента' у односу на 'велико острво'. Такође и у погледу величине Алтоса, који, на крају крајева, лежи на рубу познатог света. Terra incognita и све то.”

### Примарни извори
1. ↑  Игра престола, Арја I.
2. 1 2  Игра престола, Апендикс: Кућа Мартела.
3. ↑  Игра престола, Брен VII.
4. 1 2  Игра престола, Џон VIII.
5. 1 2  Игра престола, Брен IV.
6. 1 2  Игра престола, Апендикс: Кућа Таргарјена.
7. 1 2  Гозба за вране, Серсеи VI.
8. ↑  „Game of Thrones: How grisly Scottish history inspired Westeros”. 12. 4. 2019.
9. ↑  „How Scottish history has inspired Game of Thrones”. 26. 4. 2016.
10. ↑  „Mapping Game Of Thrones - it's actually Kerry”. 31. 7. 2016  — преко www.rte.ie.
11. ↑  „Game of Thrones: Westeros began 'as upside-down Ireland'”. Irish Examiner. 11. 5. 2019.
12. ↑  Healy, Alison. „Game of Thrones: Westeros Is Actually An Upside Down Ireland”. TodayFM.
13. 1 2  Игра престола, Мапа.
14. ↑  Игра престола, Брен I.
15. 1 2 3 4 5  Игра престола, Едард I.
16. 1 2 3  Олуја мачева, Брен III.
17. 1 2  Судар краљева, Брен III.
18. ↑  Судар краљева, Апендикс: Краљ на Северу.
19. ↑  Игра престола, Кејтлин V.
20. ↑  Плес са змајевима, Џон I.
21. 1 2 3  Игра престола, Кејтлин VI.
22. ↑  Игра престола, Кејтлин II.
23. ↑  Олуја мачева, Брен IV.
24. 1 2 3 4 5 6  Олуја мачева, Мапа.
25. 1 2  Олуја мачева, Семвел II.
26. ↑  Игра престола, Џон VI.
27. ↑  Олуја мачева, Џон IV.
28. 1 2 3  Игра престола, Џон III.
29. ↑  Игра престола, Џон IX.
30. ↑  Олуја мачева, Џон V.
31. ↑  Олуја мачева, Семвел V.
32. ↑  Игра престола, Тирион III.
33. ↑  Гозба за вране, Мапа.
34. 1 2 3 4 5  Игра престола, Апендикс: Кућа Грејџоја.
35. 1 2 3 4 5 6  Судар краљева, Теон I.
36. ↑  Олуја мачева, Тирион IV.
37. ↑  Олуја мачева, Џон VI.
38. ↑  Игра престола, Кејтлин IX.
39. ↑  Гозба за вране, Алејна, 41. поглавље.
40. ↑  „Game Of Thrones: 10 Great Houses Ranked From Poorest To Richest (And How Much They're Worth)”. ScreenRant (на језику: енглески). 2019-10-05. Приступљено 2020-11-05.
41. ↑  Олуја мачева, Пролог.
42. 1 2 3  Судар краљева, Давос I.
43. 1 2 3  Олуја мачева, Тирион V.
44. ↑  Гозба за вране, Принцеза у кули.
45. ↑  „A Song of Ice and Fire - House Martell”. TV Tropes. Приступљено 2024-08-31.
46. 1 2  Игра престола, Санса II.
47. 1 2  Судар краљева, Арја II.
48. ↑  Гозба за вране, Бријена III.
49. 1 2 3  Гозба за вране, Пролог.
50. 1 2 3 4 5 6 7  Гозба за вране, Кет са Канала.
51. ↑  Гозба за вране, Семвел V.
52. 1 2 3  Гозба за вране, Семвел IV.
53. 1 2  Игра престола, Тирион II.
54. 1 2  Судар краљева, Пролог.
55. ↑  Плес са змајевима, Поново Рођени Грифон.
56. ↑  Судар краљева, Тирион III.
57. ↑  Свет леда и ватре, Нат.
58. ↑  Свет леда и ватре, Базилискова острва.
59. ↑  Игра престола, Денерис I.
60. 1 2 3  Игра престола, Денерис II.
61. 1 2  Плес са змајевима, Тирион IV.
62. 1 2  Гозба за вране, Окрунитељка.
63. 1 2 3 4 5  Плес са змајевима, Мапа.
64. ↑  Игра престола, Џон V.
65. ↑  „Everything you need to know about the Iron Bank of Braavos, which will be important on 'Game of Thrones' next Sunday”. Business Insider.
66. ↑  „Braavos - Game of Thrones Wiki Guide - IGN”. 5. 4. 2012.
67. ↑  Плес са змајевима, Давос.
68. 1 2  Игра престола, Арја IV.
69. 1 2  Плес са змајевима, Тирион V.
70. ↑  Свет леда и ватре, Лорат.
71. ↑  Свет леда и ватре, Норвос.
72. ↑  „The Dothraki and the Scythians: a game of clones?”. The British Museum.
73. ↑  Игра престола.
74. 1 2 3 4 5 6 7 8 9 10 11 12 13 14 15  Олуја мачева, Денерис II.
75. 1 2  Игра престола, Денерис VII.
76. 1 2 3 4 5 6 7 8 9  Олуја мачева, Денерис III.
77. ↑  Олуја мачева, Денерис IV.
78. ↑  Олуја мачева, Денерис VI.
79. 1 2 3 4 5  Игра престола, Денерис III.
80. 1 2 3 4  Судар краљева, Денерис II.
81. 1 2 3 4 5 6 7 8  Судар краљева, Денерис III.
82. ↑  Судар краљева, Денерис V.
83. 1 2  Игра престола, Денерис VIII.
84. ↑  Олуја мачева, Санса V.
85. 1 2  Судар краљева, Денерис I.
86. ↑  Игра престола, Брен III.
87. 1 2  Игра престола, Денерис VI.
88. ↑  Игра престола, Кејтлин IV.
89. ↑  Гозба за вране, Бријена V.
90. ↑  Плес са змајевима, Џон IX.
91. ↑  Олуја мачева, Џејми III.
92. 1 2  Судар краљева, Тирион VII.
93. ↑  Олуја мачева, Арја I.
94. ↑  Игра престола, Денерис X.
95. ↑  Свет леда и ватре, Равнице Џогос Наја.
96. 1 2 3  Плес са змајевима, Гвоздени Просац.
97. 1 2 3  Гозба за вране, Гвоздени Капетан.
98. 1 2  Плес са змајевима, Денерис V.
99. ↑  Плес са змајевима, Тирион X.
100. ↑  Плес са змајевима, Тирион XI.
101. ↑  Плес са змајевима, Денерис IX.

### Секундарни извори
1. 1 2  „Transcript of Chat with George R. R. Martin on March 18, 1999”. eventhorizon.com. 18. 3. 1999. Архивирано из оригинала 5. 10. 2000. г. Приступљено 9. 6. 2012. „Израз „Седам краљевстава” потиче из времена Егона Освајача. У то време постојали су следећи владари: Краљ на Северу (1), Краљ Планина и Дола (2), Краљ Стене (3), Краљ Хвата (4), Олујни краљ (5), Краљ Гвоздених острва, који је такође владао и Речним земљама (6), и Краљевство Дорна, којим је владао принц (7).”
2. ↑  Schweitzer, Darrell (24. 5. 2007). „George R. R. Martin on magic vs. science”. Weird Tales. Архивирано из оригинала 4. 6. 2012. г. Приступљено 21. 1. 2012.
3. ↑  Hibberd, James (12. 7. 2011). „EW interview: George R. R. Martin talks A Dance With Dragons”. Entertainment Weekly. Архивирано из оригинала 27. 3. 2012. г. Приступљено 21. 1. 2012.
4. ↑  Whalen, Andrew (15. 5. 2017). „What is the Name of the World in 'Game of Thrones'? George R. R. Martin Answers”. Player.one. Архивирано из оригинала 29. 11. 2022. г. Приступљено 24. 1. 2022.
5. ↑  Poniewozik, James (20. 4. 2011). „GRRM Interview Part 4: Personal History”. Time. Архивирано из оригинала 14. 1. 2012. г. Приступљено 21. 1. 2012.
6. ↑  Orr, David (12. 8. 2011). „Dragons Ascendant: George R. R. Martin and the Rise of Fantasy”. The New York Times. Архивирано из оригинала 2022-01-02. г. Приступљено 21. 1. 2012.[мртва веза]
7. ↑  „Game of Thrones: Season 3 - Inside The Wildlings (HBO)”. Game of Thrones. HBO. 26. 3. 2013. Архивирано из оригинала 29. 3. 2019. г. Приступљено 7. 3. 2019 — преко YouTube.
8. ↑  Miller, Laura (11. 4. 2011). „Just Write It! A fantasy author and his impatient fans”. The New Yorker. Архивирано из оригинала 5. 4. 2012. г. Приступљено 23. 4. 2010.
9. 1 2  „Interview: George Martin”. Deep Magic. 41: 19—21. 2005.
10. ↑  Zadravec, Goran (децембар 2003). „An Interview With George R. R. Martin”. mezmera.posluh.hr. Архивирано из оригинала 23. 12. 2011. г. Приступљено 21. 1. 2012.
(Interview approved by GRRM Архивирано фебруар 4, 2012 на сајту .)
11. ↑  Patrick (17. 5. 2006). „George R. R. Martin”. sffworld.com. Архивирано из оригинала 17. 3. 2012. г. Приступљено 21. 1. 2012.
12. 1 2 3  Browning-Blas, Kristen (3. 6. 2012). „Game of Thrones author George R.R. Martin on sex, violence and T.V.”. The Denver Post. Архивирано из оригинала 17. 6. 2012. г. Приступљено 12. 6. 2012.
13. 1 2 3 4 5 6 7 8 9 10 11 12 13 14 15 16  Roberts, Josh (1. 4. 2012). „Where HBO's hit 'Game of Thrones' was filmed”. ABC News. Архивирано из оригинала 9. 6. 2012. г. Приступљено 18. 4. 2012.
14. ↑  „Medieval keep becomes film set”. BBC News. 23. 10. 2009. Архивирано из оригинала 17. 8. 2016. г. Приступљено 11. 4. 2012.
15. 1 2  Jennings, Mike (29. 2. 2012). „46 things we learned from the Game Of Thrones Blu-rays”. Den of Geek. Архивирано из оригинала 4. 3. 2012. г. Приступљено 1. 3. 2012.
16. ↑  „Dispatches From The Seven Kingdoms: Delayed Missives”. Making Game of Thrones. HBO. 23. 9. 2010. Архивирано из оригинала 6. 12. 2010. г. Приступљено 4. 12. 2011.
17. 1 2 3 4 5  Lacob, Jace (4. 4. 2011). „Game of Thrones: 10 Secrets About HBO's Adaptation”. The Daily Beast. Архивирано из оригинала 17. 8. 2016. г. Приступљено 9. 1. 2012.
18. 1 2  MacLaurin, Wayne (новембар 2000). „A Conversation With George R.R. Martin”. SF Site. Архивирано из оригинала 11. 1. 2012. г. Приступљено 21. 1. 2012.
(Interview approved by GRRM Архивирано фебруар 4, 2012 на сајту .)
19. 1 2 3  George R. R. Martin (12. 3. 2012). In Conversation With... George R. R. Martin on Game of Thrones Part 1 – TIFF Bell Lightbox. TIFF Bell Lightbox.  Корисна информација се налази на: 13:00 min. Архивирано из оригинала 29. 5. 2012. г. Приступљено 1. 4. 2012 — преко YouTube. 
Transcript summary available by Ippolito, Toni-Marie (13. 3. 2012). „George R. R. Martin talks to fans about the making of Game of Thrones and what inspired his best-selling book series”. thelifestylereport.ca. Архивирано из оригинала 4. 4. 2012. г. Приступљено 22. 3. 2012.
20. 1 2  Roberts, Josh (26. 3. 2012). „Game of Thrones Exclusive! George R. R. Martin Talks Season Two, The Winds of Winter, and Real-World Influences for A Song of Ice and Fire”. smartertravel.com. Архивирано из оригинала 31. 3. 2012. г. Приступљено 27. 3. 2012.
21. ↑  Cogman, Bryan (6. 10. 2010). „Dispatches From The Seven Kingdoms: Fresh Recruits”. Making of Game of Thrones. HBO. Архивирано из оригинала 18. 12. 2010. г. Приступљено 26. 5. 2011.
22. 1 2  Duecy, Erica (26. 3. 2012). „Travels to Season 2 and Beyond with Game of Thrones Creator George R. R. Martin”. Fodor's. Архивирано из оригинала 13. 4. 2012. г. Приступљено 12. 4. 2012.
23. 1 2 3 4 5 6  „38 amazing Game of Thrones locations: in pictures”. Skyscanner.net. Архивирано из оригинала 21. 6. 2015. г. Приступљено 16. 6. 2015.
24. ↑  Martin, George R. R. (28. 2. 2002). „Strength of the regions”. Westeros.org. Архивирано из оригинала 20. 6. 2012. г. Приступљено 19. 6. 2012.
25. 1 2  Martin, George R. R. (22. 5. 1999). „Bywater, River Kings, and Dornish Heraldry”. Westeros.org. Архивирано из оригинала 28. 6. 2012. г. Приступљено 19. 6. 2012.
26. 1 2 3 4  „Interactive viewer map”. Game of Thrones Viewer's Guide – Season 2. HBO. Архивирано из оригинала 26. 3. 2015. г. Приступљено 7. 5. 2012.
27. ↑  „Riverrun”. Game of Thrones Viewer's Guide – Season 2. HBO. Архивирано из оригинала 5. 5. 2012. г. Приступљено 7. 5. 2012.
28. ↑  „House Tully”. Game of Thrones Viewer's Guide – Season 2. HBO. Архивирано из оригинала 5. 5. 2012. г. Приступљено 7. 5. 2012.
29. 1 2  „Harrenhal”. Game of Thrones Viewer's Guide – Season 2. HBO. Архивирано из оригинала 5. 5. 2012. г. Приступљено 7. 5. 2012.
30. ↑  Martin, George R. R. (11. 11. 2000). „So Spake Martin: Kepler's and Cody's Signings (California; November 9 and 11)”. Westeros.org. Архивирано из оригинала 4. 9. 2014. г. Приступљено 28. 8. 2014.
31. ↑  Williams, Mark London. „Swan Song Dragons: BlueBolt takes on VFX in Game of Thrones”. Below the Line. Архивирано из оригинала 29. 5. 2011. г. Приступљено 26. 5. 2011.
32. 1 2  Ryan, Maureen (13. 4. 2011). „Q&A Time: Author George R. R. Martin Talks Game of Thrones (and Endings)”. AOLTV.com. Архивирано из оригинала 22. 10. 2012. г. Приступљено 12. 4. 2012.
33. ↑  Martin, George R. R. (29. 5. 2008). „Coming to Spain”. grrm.livejournal.com. Архивирано из оригинала 4. 3. 2012. г. Приступљено 27. 6. 2012.
34. ↑  „The Citadel: So Spake Martin, August 5, 2005”. Westeros.org. 5. 8. 2005. Архивирано из оригинала 26. 8. 2014. г. Приступљено 25. 8. 2014.
35. ↑  „Game of Thrones hits the beach”. UTV News. Архивирано из оригинала 6. 4. 2012. г. Приступљено 2. 4. 2012.
36. ↑  Smith, Oliver (23. 9. 2016). „Dragonstone's beautiful beach from Game of Thrones is real – here's how to get there”. The Telegraph. Архивирано из оригинала 2. 1. 2017. г. Приступљено 21. 7. 2017.
37. ↑  „World News with Diane Sawyer : WN 4/18: Games of Thrones Author Georg…”. ABC World News Tonight. 18. 4. 2014. Архивирано из оригинала 27. 4. 2014. г.
38. ↑  „HBO series to be filmed in Dubrovnik and Trsteno”. dubrovacki.hr. 4. 7. 2012. Архивирано из оригинала 6. 7. 2012. г. Приступљено 5. 7. 2012.
39. ↑  „In Production – Croatia”. Making Game of Thrones. HBO. Архивирано из оригинала 21. 3. 2012. г. Приступљено 2. 4. 2012.
40. ↑  Cogman, Bryan (13. 10. 2010). „Dispatches From The Seven Kingdoms: Tourney Standings”. Making Game of Thrones. HBO. Архивирано из оригинала 15. 3. 2012. г. Приступљено 8. 1. 2012.
41. ↑  „Dispatches From The Seven Kingdoms: Genre Bending”. Making Game of Thrones. HBO. 29. 7. 2010. Архивирано из оригинала 16. 5. 2012. г. Приступљено 4. 12. 2011.
42. ↑  Martin, George R. R. (7. 2. 1999). „Geography”. Westeros.org. Архивирано из оригинала 18. 1. 2013. г. Приступљено 19. 6. 2012.
43. ↑  Frankel, Valerie Estelle (14. 4. 2014). Women in Game of Thrones: Power, Conformity and Resistance. McFarland & Company. стр. 47. ISBN 9781476615547. Приступљено 11. 6. 2015 — преко Google Books.
44. ↑  Martin, George R. R. „Magic in Morocco”. Not a Blog. Архивирано из оригинала 21. 7. 2011. г. Приступљено 26. 5. 2011.
45. ↑  Itzkoff, Dave (8. 4. 2010). „A Heroic Fantasy for Skeptics”. The New York Times. Архивирано из оригинала 6. 1. 2012. г. Приступљено 7. 1. 2012.
46. 1 2 3 4  Martin, George R. R. (5. 2. 2012). „Re: Dear George R R Martin”. grrm.livejournal.com. Архивирано из оригинала 7. 3. 2016. г. Приступљено 5. 5. 2012.
47. ↑  Cogman, Bryan (5. 8. 2010). „Dispatches From The Seven Kingdoms: Swarming Horde”. Making Game of Thrones. HBO. Архивирано из оригинала 15. 3. 2012. г. Приступљено 14. 1. 2012.
48. ↑  Cogman, Bryan (9. 12. 2010). „Dispatches From The Seven Kingdoms: Speaking Dothraki”. Making Game of Thrones. HBO. Архивирано из оригинала 10. 10. 2011. г. Приступљено 8. 6. 2011.
49. ↑  Harte, Bryant (12. 7. 2011). „An Interview with George R. R. Martin, Part I”. Indigo Books and Music. Архивирано из оригинала 20. 4. 2012. г. Приступљено 15. 2. 2012.
50. ↑  Martin, George R. R. (26. 8. 2000). „Trade with Asshai”. Westeros.org. Архивирано из оригинала 21. 6. 2012. г. Приступљено 19. 6. 2012.
51. ↑  Martin, George R. R. (1. 11. 2012). „Maps! Maps!! Maps!!!”. grrm.livejournal.com. Приступљено 16. 11. 2012.
52. 1 2 3  Martin, George R. R. (9. 11. 2002). „Ibben and Armor”. Westeros.org. Архивирано из оригинала 20. 6. 2012. г. Приступљено 20. 6. 2012.
53. ↑  Martin, George R. R. (12. 6. 2002). „Eastern Cities and Peoples”. Westeros.org. Архивирано из оригинала 27. 1. 2013. г. Приступљено 5. 5. 2012.
54. ↑  Martin, George R. R. (26. 3. 2002). „Geographical Information”. Westeros.org. Архивирано из оригинала 14. 3. 2011. г. Приступљено 20. 10. 2010.
55. ↑  Martin, George R. R. (15. 11. 2012). „Re: Question”. grrm.livejournal.com. Архивирано из оригинала 20. 11. 2012. г. Приступљено 16. 11. 2012.